# Blattella
Blattella (лат.) — род тараканов из семейства Ectobiidae. Среди видов, входящих в данный род есть как виды-космополиты (например, рыжий таракан), так и обычные дикие тараканы.

## Ареал
Обитают в Европе, Азии, Центральной и Северной Америке. Рыжий таракан широко распространен в жилищах человека, хотя его (а также вида Blattella asahinai, который с ним часто путают) изначальной родиной является Азия.

## Описание
Длина тела некоторых видов лежит в диапазоне от 8 до 16 мм.

## Виды
По данным Catalogue of Life в состав данного рода включают следующие виды насекомых:
- Blattella aegrota
- Blattella armata
- Blattella asahinai
- Blattella barthi
- Blattella belli
- Blattella biligata
- Blattella bioculata
- Blattella bisignata
- Blattella brevicauda
- Blattella campbelli
- Blattella cavernicola
- Blattella chadwicki
- Blattella confusa
- Blattella coveri
- Blattella dethieri
- Blattella ednae
- Blattella eisneri
- Blattella fiski
- Blattella formosana
- Blattella germanica
- Blattella guineensis
- Blattella humbertiana
- Blattella inexpectata
- Blattella interlineata
- Blattella karnyi
- Blattella kevani
- Blattella lamotteana
- Blattella lecarmata
- Blattella lecordieri
- Blattella lindbergi
- Blattella lituricollis
- Blattella lobiventris
- Blattella longstaffi
- Blattella meridionalis
- Blattella nipponica
- Blattella padmanabhani
- Blattella parenthesis
- Blattella parvula
- Blattella portalensis
- Blattella punctifrons
- Blattella radicifera
- Blattella richardsi
- Blattella roederi
- Blattella rossi
- Blattella sauteri
- Blattella simillima
- Blattella sordida
- Blattella subvittata
- Blattella teressensis
- Blattella vaga
- Blattella whartoni
- Blattella vrijdaghi